# Banc Sabina
Le banc Sabina (en anglais Sabina Shoal ou Escoda Shoal, en tagalog Kulumpol ng Escoda, en vietnamien Bãi Sa Bin, en mandarin Xiānbīn Jiao (en sinogrammes 仙賓礁/仙宾礁)), est un atoll situé au nord-est de Dangerous Ground des îles Spratleys en mer de Chine méridionale,,.

## Géographie
Le récif Sabina se trouve à la position (9° 45′ 00″ N, 116° 28′ 00″ E), à 123,6 milles marins de l'île de Palawan. Il se trouve à 56 milles marins au sud-ouest du récif Carnatic, avec deux parties principales et une superficie de 115 km2.
La moitié orientale du récif Sabina est constituée de récifs inondés, tandis que la moitié ouest est constituée de bancs de 3,7 à 8,3 mètres de profondeur et de récifs entourant un lagon. Les caractéristiques se situent bien dans la ZEE des Philippines, la plus proche de l'île de Palawan.

## Revendication de souveraineté
Comme pour toutes les îles Spratleys, la propriété du récif est contestée. Les Philippines le mettent sous la juridiction de Barangay, Pag-asa, Kalayaan, Palawan.
Le récif est également revendiqué par la république populaire de Chine, la république de Chine (Taïwan) et le Viêt Nam.

## Litiges et controverses
En 1995, peu après avoir occupé le récif Mischief, la république populaire de Chine a installé 3 bouées près du récif Sabina. Elles ont été confisqués par les Philippines.
Le 27 avril 2021, lors d'opérations de patrouille maritime conjointes de la Garde côtière philippine et du Bureau des Pêches et des Ressources aquatiques dans la région, sept navires de la milice maritime chinoise ont été repérés ancrés sur l'atoll. Après plusieurs défis du BRP Cabra (en) de la Garde côtière philippine, les navires de la milice ont quitté la zone,.
En 2024, le Haijing 5901, surnommé « le Monstre », le plus grand garde côte chinois est engagé dans le conflit en mer de Chine méridionale en se positionnant au large du banc Sabina.